# L'attrice burlona
L'attrice burlona è un film muto italiano del 1913 diretto da Mario Morais.